# Хрисавги (дем Лъгадина)
Вижте пояснителната страница за други значения на Хрисавги.
Хрисавги, още Сарияр или Саръяр (на гръцки: Χρυσαυγή, до 1927 Σαρήγιαρ, Сарияр), е село в Гърция, дем Лъгадина, област Централна Македония. В църковно отношение е част от Лъгадинската, Литийска и Рендинска епархия.

## География
Селото е разположено в Лъгадинското поле, на 2 km североизточно от Лъгадина (Лангадас). В миналото селото е било на североизток в Богданската планина.

## История

### В Османската империя
През XIX век Сарияр е турско село, числящо се към Лъгадинската каза на Османската империя. В „Етнография на вилаетите Адрианопол, Монастир и Салоника“, издадена в Константинопол в 1878 година и отразяваща статистиката на населението от 1873 година, Сериал (Serial) е показано като село с 200 домакинства и 603 жители мюсюлмани. Към 1900 година според статистиката на Васил Кънчов („Македония. Етнография и статистика“) в Сари Еръ живеят 500 души турци.

### В Гърция
След Междусъюзническата война Сарияр попада в Гърция. Боривое Милоевич пише в 1921 година („Южна Македония“), че Сарияр (Саријар) има 30 къщи турци.
През 20-те години мюсюлманското му население се изселва и в селото са настанени гърци бежанци от Източна Тракия, Мала Азия и Понт. В 1927 година е прекръстено на Хрисавги, в превод Златна зора. Според преброяването от 1928 година Хрисавги е чисто бежанско село със 120 бежански семейства и 501 души.